# Чифферс, Карл
Карл Чифферс (англ. Carl Cheffers, род. 22 июля 1960, Уиттиер, Калифорния) — офишел по американскому футболу, в настоящее время работающий в Национальной футбольной лиге (НФЛ) с сезона НФЛ 2000 года. Номер на форме 51.

## Карьера
Будучи студентом колледжа, Чефферс заинтересовался судейством через своего отца и решил заниматься очным спортом, чтобы получить дополнительный доход. Наслаждаясь опытом студенческого спорта, он обратился за помощью к своему отцу, чтобы судить школьные футбольные матчи и начать карьеру. Начиная с 1980 года он работал на нескольких играх плей-офф средней школы и двух играх чемпионата средней школы. К 1995 году Чефферс начал работать в конференции Pac-10, где проработал пять сезонов, прежде чем его наняла НФЛ. В это время он также работал в Западной спортивной конференции.
После вступления в НФЛ Чефферс начал работать на позиции сайдж джадж, в последнее время в бригаде, возглавляемой рефери Ларри Неммерсом. В 2008 году после ухода на пенсию реферей Ларри Неммерса и Джеральда Остина был повышен до рефери.
Майк Перейра, директор НФЛ по судейству на тот момент, повысившей Чефферса сказал следующие «Карл был чрезвычайно успешным на поле в качестве сайдж джадж. Он очень хорошо знает правила, хороший парень по правилам. Сильное присутствие. Он был частью бригады Ларри Неммерса, и он явно был лидером бригады. Когда мы впервые увидели Карла, мы увидели у него судейский опыт, хотя он судил в основном на уровне небольшого колледжа».
В 2010 году Чефферс судил игру между «Даллас Ковбойс» и «Хьюстон Тексанс», во время которой в 4-й четверти произошла запутанная ситуация при возврате кик-оффа Хьюстона, что привело к нескольким компенсирующим нарушениям. Чефферс изо всех сил пытался чётко объявить исход розыгрыша и нарушения, что привело к памятному и юмористическому моменту для дикторов и болельщиков.
1 февраля 2015 года был выбран запасным рефери Супербоула XLIX, который проходил на University of Phoenix Stadium в Глендейле, штат Аризона.
В декабре 2015 года обслуживал игру между регулярного сезона«Детройт Лайонс» и «Грин-Бей Пэкерс», которая получила название «Miracle in Motown».
5 февраля 2017 года впервые был назначен рефери на Супербоула LI который проходил в Хьюстоне между Нью-Ингленд Пэтриотс и Атланта Фэлконс. Этот матч стал первым (и остаётся единственным по состоянию на 2023 год) Супербоулом закончившимся в дополнительное время. Нью-Ингленд выиграл игру со счётом 34–28. Ранее в плей-оффе того же сезона судил игру между «Питтсбург Стилерз» и «Канзас-Сити Чифс». По его окончании подвергся критике со стороны игроков за то что назначил пенальти за задержку игроком  «Чифс» оффенсив тэкла Эрика Фишера во время реализации решающей двухочковой попытки, в результате которой «Стилерс» выиграли 18–16. Перейра поддержал призыв.
В 2021 году был назначен рефери на Супербоул LV между «Тампа-Бэй Бакканирс» и «Канзас-Сити Чифс», который стал для него вторым на позиции рефери. Восемь пенальти в сумме на 95 ярдов, примененные против «Канзас-Сити» в первом тайме, стали рекордом НФЛ в Супербоула. Пенальти в первой половине привели к шести первым даунам для «Тампа-Бэйс», что также стало рекордом НФЛ.
Через два года, в феврале 2023, был в третий раз назначен рефери на Супербоул LVII который состоялся 12 февраля 2023 года между «Канзас-Сити Чифс» и «Филадельфией Иглз» как в 2015 году в Глендейле, штат Аризона.

## Личная жизнь
Женат, имеет сына и дочь. Отец Чефферса также был офишшелом и работал на играх конференции Pacific-10 (Pac-10).